# Daniel Willington
Daniel Alberto Willington (Santa Fe, 1 de septiembre de 1942) es un exfutbolista y director técnico argentino que surgió en el Club Atlético Talleres. Se destacó  con el Club Atlético Vélez Sarsfield en las décadas del 60 y del 70 con el cual se coronó campeón en el Torneo Nacional de 1968. Fue definido por Pelé como "el mejor jugador del mundo" , luego de disputarse un amistoso entre el Club Atlético Vélez Sarsfield y el Santos FC.

## Trayectoria

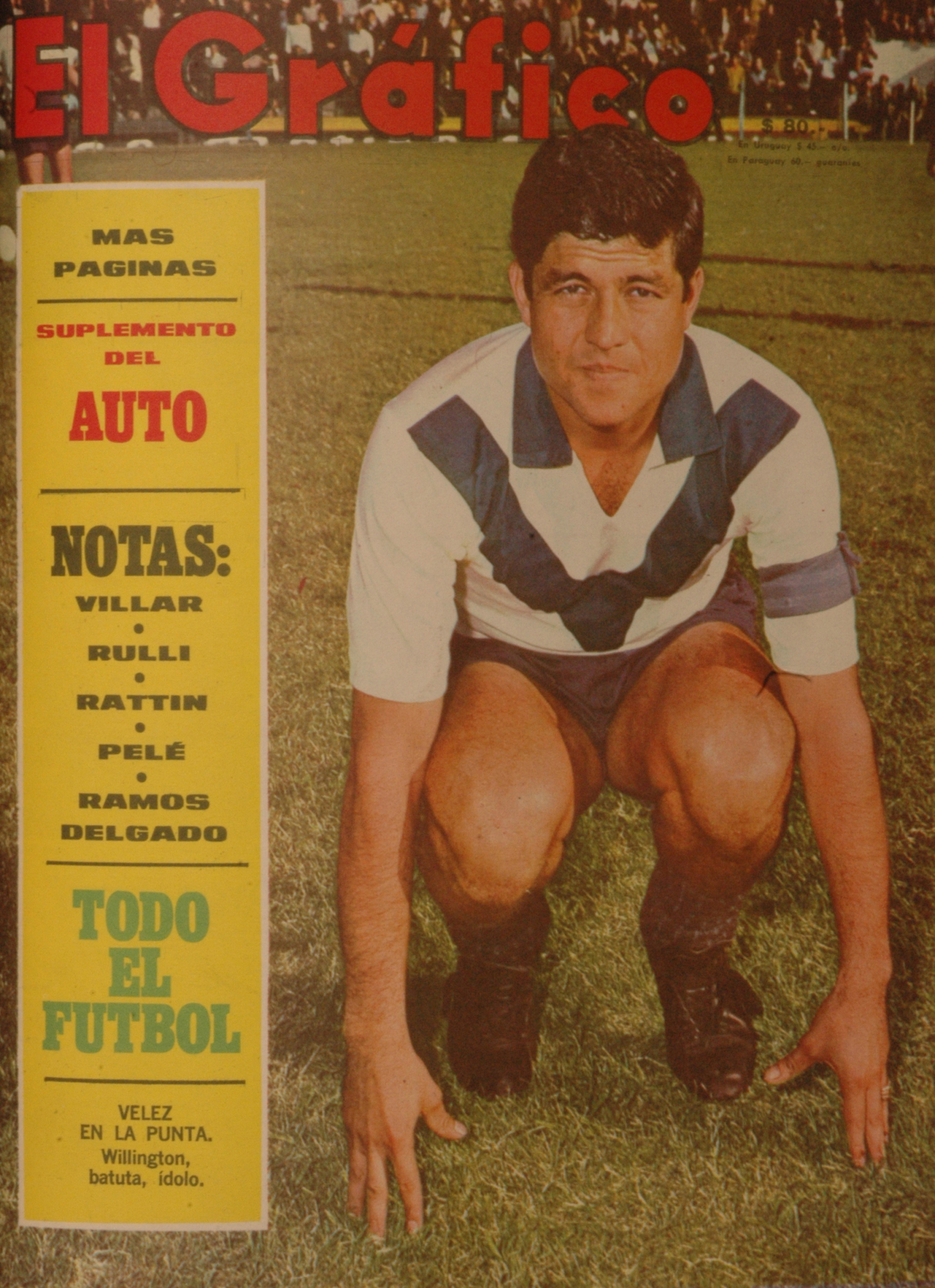
Willington en 1968.

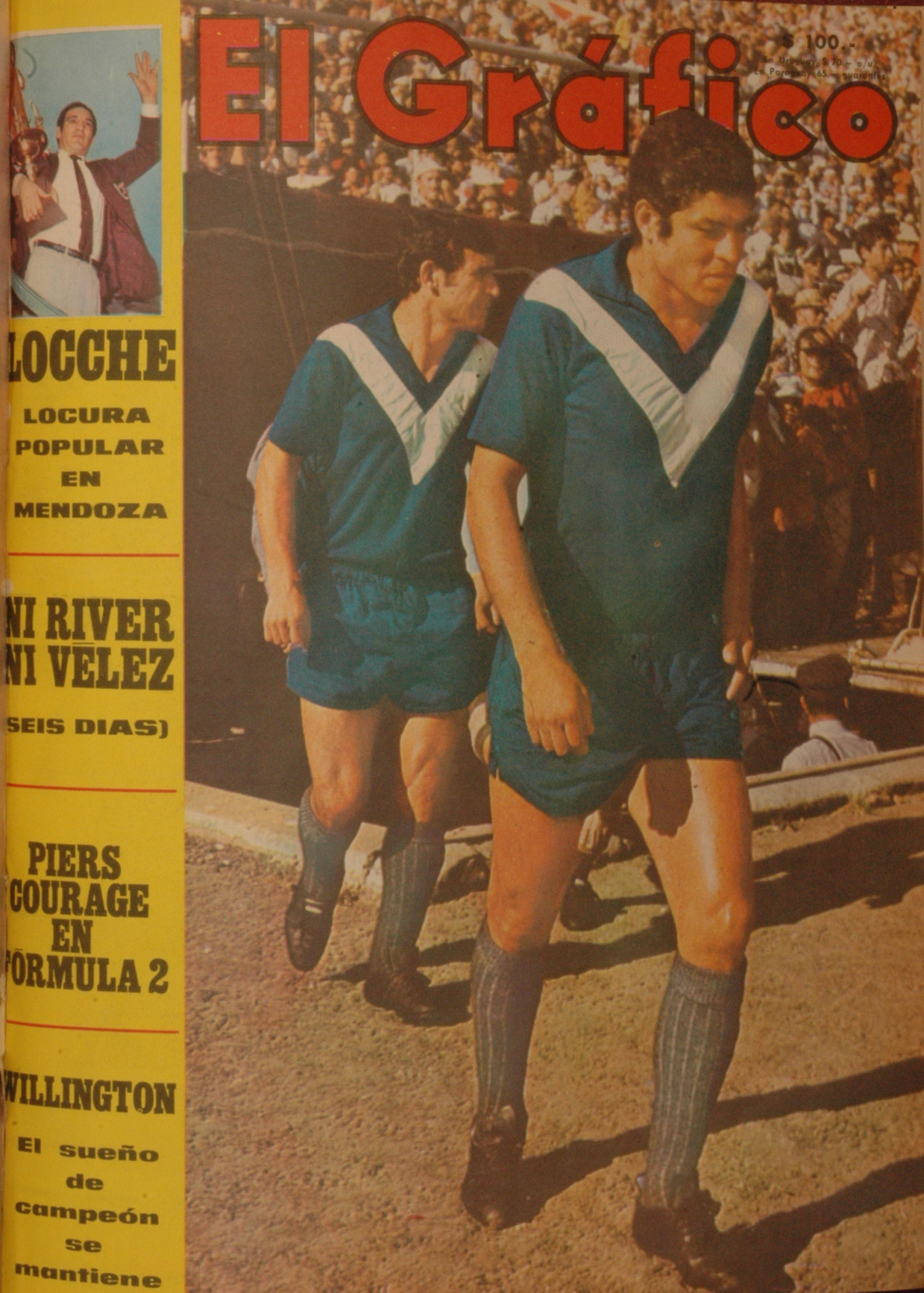
Willington en diciembre de 1968.

Daniel Alberto Willington, es uno de los grandes ídolos de la historia centenaria del Club Atlético Vélez Sarsfield y del Club Atlético Talleres, desempeñándose como volante ofensivo o delantero, de gran talento, creador y exquisita técnica. Clásico "10" armador de juego lujoso y autor de verdaderos golazos, como el recordado tiro libre a Belgrano desde 40 metros. A su vez se le adjudicaba cierta displicencia en el aspecto físico, dado que no era muy dedicado a la preparación física, el cual lo acompañaría en toda su carrera profesional.
Daniel, paradójicamente conocido como "el famoso Cordobés", nació en la Ciudad de Santa Fe, hijo de Atilio "El Toro" Willington y Elda Belkis Gianerini; pero se crio en la Córdoba, lugar donde comenzó a jugar en la liga local con el Club Atlético Talleres. Victorio Spinetto, entrenador y figura emblemática del Club Atlético Vélez Sarsfield lo convenció, y lo llevó a jugar a Buenos Aires en 1962 para jugar en primera división. Luego de destacadas campañas, fue una de las piezas claves en la obtención del Nacional 1968. Jugó en el club de Liniers hasta 1971 donde emigró al fútbol mexicano con los Tiburones Rojos de Veracruz, en donde solo jugó ese año, sin mostrar la calidad que tenía y fracasó (tenía una gran amistad con el boxeador argentino de peso completo, Oscar "Ringo" Bonavena), regresando a su país natal luego de comprar (Bonavena) su pase y jugar en Argentina con el Huracán y luego de jugar en otros equipos de la Argentina, entre ellos en el Club Atlético Talleres, pero en esta oportunidad en la máxima categoría.
Retornó en 1978 a Vélez Sarsfield para retirarse del fútbol profesional definitivamente. Disputó 212 cotejos y convirtió 65 goles con la camiseta del “Fortín”. En la Selección Argentina disputó algunos encuentros sin la relevancia y periodicidad acorde a su trayectoria mostrada en el ámbito local.
En la temporada 1988/89 vuelve al club de Liniers como director técnico.

## Clubes

### Como jugador
| Club               | País      | Año       |
| ------------------ | --------- | --------- |
| Talleres           | Argentina | 1958-1962 |
| Vélez Sarsfield    | Argentina | 1962-1971 |
| Deportivo Veracruz | México    | 1971      |
| Huracán            | Argentina | 1972      |
| Instituto          | Argentina | 1973      |
| Talleres           | Argentina | 1973-1976 |
| Vélez Sarsfield    | Argentina | 1978      |

### Como director técnico
| Club            | País      | Año       |
| --------------- | --------- | --------- |
| Talleres        | Argentina | 1983      |
| Vélez Sarsfield | Argentina | 1988-1989 |
| Talleres        | Argentina | 1990      |
| Talleres        | Argentina | 1994      |
| Talleres        | Argentina | 2005      |

## Palmarés

### Como jugador

#### Copas internacionales
| Título               | Club                | Sede   | Año  |
| -------------------- | ------------------- | ------ | ---- |
| Copa de las Naciones | Selección Argentina | Brasil | 1964 |

#### Torneos nacionales
| Título           | Club            | País      | Año    |
| ---------------- | --------------- | --------- | ------ |
| Primera División | Vélez Sarsfield | Argentina | N-1968 |
| Copa Hermandad   | Talleres        | Argentina | 1977   |

#### Torneos Provinciales
| Título          | Club     | Provincia | Año  |
| --------------- | -------- | --------- | ---- |
| Preparación LCF | Talleres | Córdoba   | 1960 |
| Competencia LCF | Talleres | Córdoba   | 1960 |
| Clausura LCF    | Talleres | Córdoba   | 1960 |
| Oficial LCF     | Talleres | Córdoba   | 1960 |
| Zonal LCF       | Talleres | Córdoba   | 1974 |
| Oficial LCF     | Talleres | Córdoba   | 1974 |
| Apertura LCF    | Talleres | Córdoba   | 1975 |
| Clausura LCF    | Talleres | Córdoba   | 1975 |
| Oficial LCF     | Talleres | Córdoba   | 1975 |
| Apertura LCF    | Talleres | Córdoba   | 1976 |
| Clausura LCF    | Talleres | Córdoba   | 1976 |
| Oficial LCF     | Talleres | Córdoba   | 1976 |
| Clausura LCF    | Talleres | Córdoba   | 1977 |
| Oficial LCF     | Talleres | Córdoba   | 1977 |
| Clausura LCF    | Talleres | Córdoba   | 1978 |
| Oficial LCF     | Talleres | Córdoba   | 1978 |

### Como entrenador

#### Otros logros
| Logro                      | Club                   | País      | Año     |
| -------------------------- | ---------------------- | --------- | ------- |
| Ascenso a Primera División | Club Atlético Talleres | Argentina | 1993-94 |

## Vida personal
Daniel está casado con Ana, pero tiene cuatro hijos con su ex matrimonio Olga, sus nombres son: Mónica, Walter, Javier y Esteban.